# Ste. Genevieve County
Ste. Genevieve County is een county in de Amerikaanse staat Missouri.
De county heeft een landoppervlakte van 1.301 km² en telt 17.842 inwoners (volkstelling 2000). De hoofdplaats is Ste. Genevieve.